# Cloris Leachman
Cloris Leachman (Des Moines, Iowa, Estados Unidos, 30 de abril de 1926-Encinitas, California; 27 de enero de 2021) fue una actriz y humorista estadounidense, más conocida por sus interpretaciones durante la década de 1970 en cine y, sobre todo, en televisión. Desde entonces, es considerada como una de las figuras más representativas del humorismo siendo acreedora de numerosos premios, entre ellos ocho Primetime Emmy, un Óscar y un Globo de Oro.
Saltó a la fama en los años 1970 tras actuar en la serie The Mary Tyler Moore Show y en la película The Last Picture Show. También apareció en tres películas de Mel Brooks, incluida la exitosa Young Frankenstein.
En 2008, a la edad de 82 años, concursó en el programa Dancing with the Stars.

## Primeros años
Leachman nació el 30 de abril de 1926, en Des Moines, Iowa. Era la mayor de tres hermanas. Sus padres fueron Cloris y Berkeley "Buck" Leachman. Su padre trabajaba para la compañía familiar "Leachman Lumber Company" dedicada a la venta de madera. Su hermanastra, Claiborne, fue actriz y cantante. Su abuela materna era de ascendencia Bohemia-(Checa).
En su adolescencia, Leachman participó en obras teatrales juveniles en fines de semana en la Universidad Drake en Des Moines. Después de haber culminado sus estudios en educación secundaria, se matriculó en la Escuela de Educación de la Universidad del Noroeste.
En la universidad fue miembro de la sororidad Gamma Phi Betta y fue compañera de clase de Paul Lynde y Charlotte Rae. Inició su carrera como actriz inmediatamente después de su participación en el certamen de belleza "Miss America" en 1946, en el que representó a Chicago.

## Carrera artística

### Primeros trabajos
Leachman se mudó a Nueva York en 1947, donde consiguió trabajo como modelo y estudió interpretación con Elia Kazan en el Actors Studio. Poco después comenzó a trabajar en Broadway. Fue contratada para participar en Sundown Beach (1948) y South Pacific (1949).

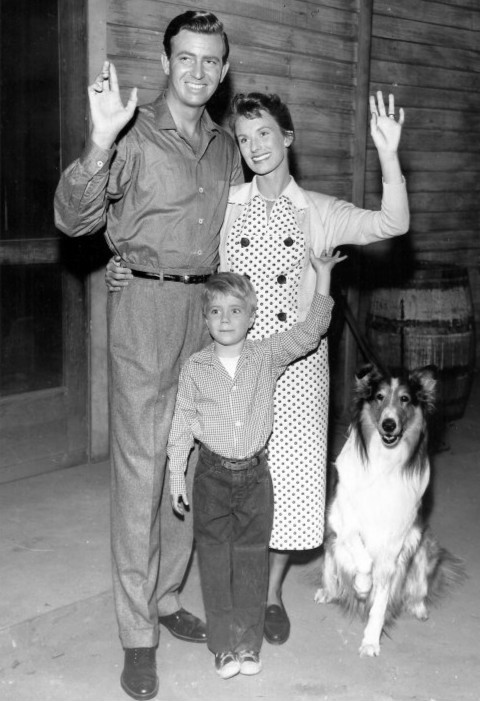
Leachman junto a Jon Shepodd y Jon Provost en una imagen publicitaria de la serie de televisión Lassie (1957).

En años posteriores actuó en otras obras teatrales como Come Back, Little Sheba de William Inge, que luego abandonaría para formar parte del elenco de la obra de William Shakespeare Como gustéis.

### El papel de Phyllis Lindstrom

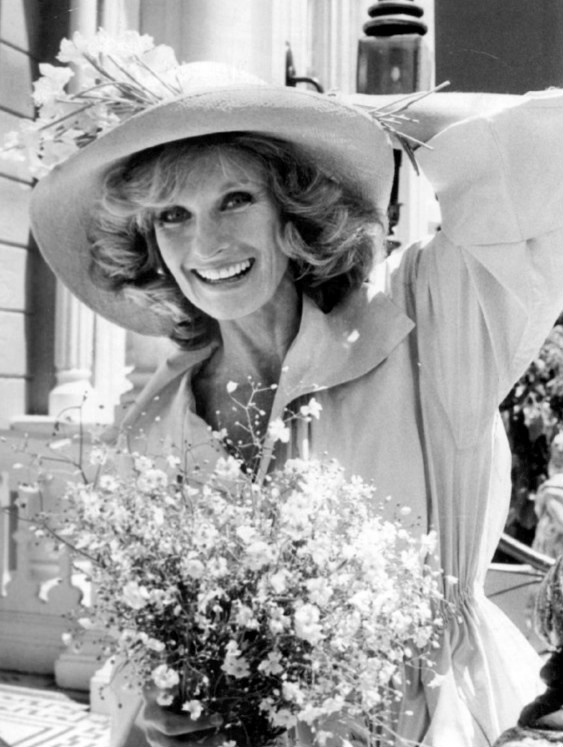
Leachman en el papel de Phyllis Lindstrom, 1974.

Leachman logró el reconocimiento en su país gracias a la comedia televisiva The Mary Tyler Moore Show, de la que formó parte de 1970 a 1975. En ella interpretó el papel de Phyllis Lindstrom, la vecina y amiga del personaje central de la serie, Mary Richards, interpretada por Mary Tyler Moore. Además de Tyler Moore, la actriz compartió créditos con Edward Asner, Valerie Harper, Gavin MacLeod, Ted Knight, Georgia Engel y Betty White. Por su trabajo en este programa, en 1974 ganó el premio Emmy a la mejor actriz de comedia.
Tras abandonar The Mary Tyler Moore Show, interpretó nuevamente a Phyllis Lindstrom en una serie de televisión en el papel protagonista, Phyllis, que fue emitida por la CBS entre 1975 y 1977, en dos temporadas con un total de 48 episodios. Por su papel en la serie ganó el Globo de Oro como mejor actriz de comedia o musical. El último episodio de Phyllis fue emitido seis días antes que el capítulo final de The Mary Tyler Moore Show (titulado "The Last Show"), en el que Leachman hizo una aparición especial.

### The Last Picture Showy colaboraciones con Mel Brooks
En 1971, participó junto a Cybill Shepherd, Eileen Brennan, Ellen Burstyn, Clu Gulager y Randy Quaid en la película The Last Picture Show, dirigida por Peter Bogdanovich. El filme, basado en la novela homónima publicada en 1966 por Larry McMurtry, recibió reseñas positivas de diversas fuentes y recaudó cerca de 30 millones de dólares en todo el mundo. Por su trabajo en este largometraje, Leachman ganó el premio Óscar como mejor actriz de reparto, el premio BAFTA, también como mejor actriz de reparto, y fue candidata a un Globo de Oro. Luego, destacó por su papel de Frau Blücher en El jovencito Frankenstein.
En 1977 fue artista invitada en el episodio número 24 del ciclo The Muppet Show. Por esos años también aparecería en varios episodios de la serie Schoolhouse Rock.
En 1993 participó en la película The Beverly Hillbillies junto a actores de la talla de Lily Tomlin, Jim Varney, Diedrich Bader, Erika Eleniak y Dolly Parton.
En 2004 formó parte del elenco de la película Spanglish, junto a Adam Sandler, Téa Leoni y Paz Vega.
En 2006 protagonizó la película para televisión de HBO Mrs. Harris, al lado de Ben Kingsley y Annette Bening. Por su interpretación fue nominada al Emmy como mejor actriz secundaria en una miniserie o película para televisión.

## Vida privada

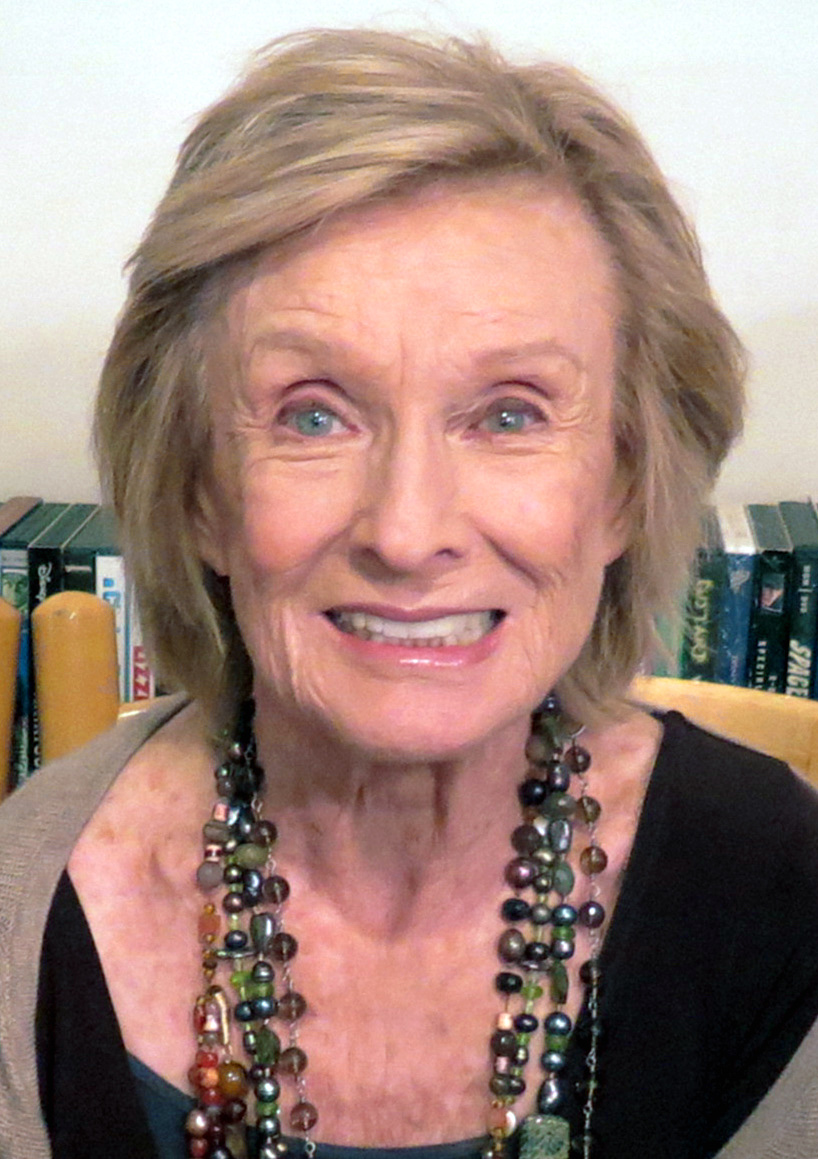
Cloris Leachman en 2015

Leachman estuvo casada con el empresario, productor, director y guionista de Hollywood, George Englund desde 1953 hasta 1979. Tuvieron cinco hijos: Adam (1953), Bryan (1955-1986), George Jr. (1957), Morgan (1963) y Dinah (1966). Varios de ellos están dedicados a la industria del entretenimiento. Su hijo Morgan interpretó a Dylan en la novela Guiding Light.
El matrimonio Englund fue vecino de la familia Luft-Garland, compuesta por Judy Garland, el esposo de esta, Sidney Luft, y sus hijos Joey y Lorna Luft en Bel Air, a inicios de los años 60.  Lorna mencionaría en sus memorias "Me and My Shadows: A Family Memoir" que Leachman era el tipo de madre que solo vería en televisión. Sabiendo los problemas por los que atravesaba la familia Luft, nunca habló de ellos; preparaba alimentos para los niños y los hacía sentir bienvenidos en casa cuando necesitaban de un espacio donde quedarse.
Leachman también fue amiga de Marlon Brando. Ambos se conocieron cuando estudiaban bajo la tutela de Elia Kazan en Nueva York en 1950. Ella le presentó a su esposo, quienes estrecharían lazos de amistad, por lo que Brando logró ser dirigido en la película The Ugly American en 1963. Posteriormente, Englund escribió un libro sobre su amistad titulado: "Marlon Brando: The Way It's Never Been Done Before", que fue publicado en 2005.
En 1997, Leachman posó con su cuerpo desnudo que fue cubierto con imágenes pintadas de frutas variadas para la portada de la revista "Alternative Medicine Digest", parodiando a Demi Moore cuando lo hizo para Vanity Fair en agosto de 1991. En 2009 posó vestida con una traje que se asemejaba a una col lombarda para un anuncio publicitario, que promocionaba el vegetarianismo, para la organización que defiende los derechos de los animales, PETA. Leachman era vegetariana y se consideraba atea. Fue la abuela de la cantante Anabel Englund.
El 27 de enero de 2021, se anunció que Leachman, a sus 94 años, había fallecido de un accidente cerebrovascular agravado por el COVID-19 en la intimidad de su residencia en Encinitas, San Diego, California.

## Filmografía
•One step beyond (1959) The darkroom as Rita Wallace.
- Hold It Please (1949) (cancelada después de 3 episodios)
- Charlie Wild, Private Detective (1950-1952)
- Bob and Ray (regular en 1952)
- Lassie (como parte del elenco desde 1957 hasta 1958)
- Johnny Staccato como Jessica Winthrop (1960)
- The Man in the Moon (1960)
- The Road West (1967)
- Adam-12 (1968) (2 episodios)
- Silent Night, Lonely Night (1969)
- The Mary Tyler Moore Show (como parte del elenco desde 1970 hasta 1975)
- Suddenly Single (1971)
- The Last Picture Show (1971)
- Haunts of the Very Rich (1972)
- Of Thee I Sing (1972)
- A Brand New Life (1973)
- Crime Club (1973) (piloto no vendido)
- Dying Room Only (1973)
- The Migrants (1974)
- El jovencito Frankenstein (1974)
- Hitchhike! (1974)
- Pete 'n' Tillie (1974) (piloto no vendido)
- Thursday's Game (1974)
- Ernie, Madge and Artie (1974) (piloto no vendido)
- Death Sentence (1974)
- Rhoda (1974)
- Someone I Touched (1975)
- Ladies of the Corridor (1975)
- A Girl Named Sooner (1975)
- Phyllis (1975-1977)
- Death Scream (1975)
- The Love Boat (1976) (piloto)
- It Happened One Christmas (1977)
- Long Journey Back (1978)
- Backstairs at the White House (1979) (miniserie)
- Willa (1979)
- Mrs. R's Daughter (1979)
- S.O.S. Titanic (1979)
- Herbie Goes Bananas (Walt Disney, 1980)
- The Oldest Living Graduate (1980)
- The Acorn People (1981)
- Advice to the Lovelorn (1981)
- Miss All-American Beauty (1982)
- Dixie: Changing Habits (1983)
- The Demon Murder Case (1983)
- Ernie Kovacs: Between the Laughter (1984)
- Breakfast with Les and Bess (1985)
- Deadly Intentions (1985)
- Blind Alleys (1985)
- The Little Troll Prince (1985) (voz)
- Shadow Play (1986)
- The Facts of Life (como parte del elenco 1986 hasta 1988)
- The Facts of Life Down Under (1987) - Película
- The Nutt House (1989) (cancelada después de 11 episodios)
- Fine Things (1990)
- In Broad Daylight (1991)
- Walter & Emily (1991-1992)
- A Little Piece of Heaven (1991)
- Spies (1992)
- Fade to Black (1993)
- Without a Kiss Goodbye (1993)
- Miracle Child (1993)
- Double, Double, Toil and Trouble (1993)
- The Beverly Hillbillies (1993)
- The Nanny (1994) (The Nanny in Law)
- A Troll in Central Park (1994) (Voz)
- Now and Then (1995) (Samantha´s Grandma)
- Between Love and Honor (1995)
- Annabelle's Wish (1997) (voz)
- Thanks (1999-2000)
- Malcolm in the Middle (rol recurrente desde 2001 hasta 2006)
- The Ellen Show (2001-2002)
- Crazy Love (2003) (piloto no vendido)
- Spanglish (2004)
- Mrs. Harris (2005)
- The Longest Yard (2005)
- Two and a Half Men (2005) (Un episodio)
- Sky High (2005)
- The Great Malones (2006) (piloto no vendido)
- Lake Placid 2 (2007)
- Dancing with the Stars (2008)
- Love Takes Wing (2009)
- The Office (2009)
- Phineas and Ferb (2009)
- Hawthorne (2009)
- Raising Hope (2010)
- Adventure Time (2012)
- Los Croods (2013) (Voz)
- Scouts Guide to the Zombie Apocalypse (2015)
- The Wedding Ringer (2015)
- Si solo pudiera imaginar (2018)
- The Croods: A New Age (2020) (Voz)

## Premios y nominaciones
Premios Óscar
| Año  | Categoría               | Película              | Resultado |
| ---- | ----------------------- | --------------------- | --------- |
| 1972 | Mejor actriz de reparto | The Last Picture Show | Ganadora  |

Premios BAFTA
| Año  | Categoría               | Película              | Resultado |
| ---- | ----------------------- | --------------------- | --------- |
| 1972 | Mejor actriz de reparto | The Last Picture Show | Ganadora  |

Premios Globo de Oro
| Año  | Categoría                        | Película              | Resultado |
| ---- | -------------------------------- | --------------------- | --------- |
| 1972 | Mejor actriz de reparto          | The Last Picture Show | Nominada  |
| 1974 | Mejor actriz - Comedia o musical | Charley and the Angel | Nominada  |
| 1975 | Mejor actriz - Comedia o musical | Young Frankenstein    | Nominada  |
| 1976 | Mejor actriz - Serie de Comedia  | Phyllis               | Ganadora  |

Premios del Sindicato de Actores
| Año  | Categoría               | Película  | Resultado |
| ---- | ----------------------- | --------- | --------- |
| 2005 | Mejor actriz de reparto | Spanglish | Nominada  |

Premios Primetime Emmy
| Año  | Categoría                                                | Trabajo                                          | Resultado |
| ---- | -------------------------------------------------------- | ------------------------------------------------ | --------- |
| 1972 | Mejor actriz de reparto - Serie de comedia               | The Mary Tyler Moore Show                        | Nominada  |
| 1973 | Mejor actriz de reparto - Serie de comedia               | The Mary Tyler Moore Show                        | Nominada  |
| 1973 | Mejor actriz - Miniserie o telefilme                     | A Brand New Life                                 | Ganadora  |
| 1974 | Mejor actriz - Miniserie o telefilme                     | The Migrants                                     | Nominada  |
| 1974 | Mejor actriz de reparto - Serie de comedia               | The Mary Tyler Moore Show                        | Ganadora  |
| 1975 | Mejor actriz invitada - Serie de comedia                 | The Mary Tyler Moore Show                        | Ganadora  |
| 1975 | Mejor performance en un programa musical o de variedades | Cher                                             | Ganadora  |
| 1976 | Mejor performance en un programa musical o de variedades | Telly... Who Loves Ya Baby?                      | Nominada  |
| 1976 | Mejor actriz de reparto - Serie de comedia               | Phyllis                                          | Nominada  |
| 1978 | Mejor actriz de reparto - Miniserie o telefilme          | It Happened One Christmas                        | Nominada  |
| 1984 | Mejor actriz de reparto - Miniserie o telefilme          | Ernie Kovacs: Between the Laughter               | Nominada  |
| 1984 | Mejor performance en un programa musical o de variedades | Screen Actors Guild 50th Anniversary Celebration | Ganadora  |
| 1998 | Mejor actriz invitada - Serie dramática                  | Promised Land                                    | Ganadora  |
| 2001 | Mejor actriz invitada - Serie de comedia                 | Malcolm in the Middle                            | Nominada  |
| 2002 | Mejor actriz invitada - Serie de comedia                 | Malcolm in the Middle                            | Ganadora  |
| 2003 | Mejor actriz invitada - Serie de comedia                 | Malcolm in the Middle                            | Nominada  |
| 2004 | Mejor actriz invitada - Serie de comedia                 | Malcolm in the Middle                            | Nominada  |
| 2005 | Mejor actriz invitada - Serie de comedia                 | Malcolm in the Middle                            | Nominada  |
| 2005 | Mejor actriz invitada - Serie dramática                  | Joan of Arcadia                                  | Nominada  |
| 2006 | Mejor actriz de reparto - Miniserie o telefilme          | Mrs. Harris                                      | Nominada  |
| 2006 | Mejor actriz invitada - Serie de comedia                 | Malcolm in the Middle                            | Ganadora  |
| 2011 | Mejor actriz invitada - Serie de comedia                 | Raising Hope                                     | Nominada  |

Premios Daytime Emmy
| Año  | Categoría                                   | Trabajo                        | Resultado |
| ---- | ------------------------------------------- | ------------------------------ | --------- |
| 1983 | Mejor performance en un programa para niños | The Woman Who Willed a Miracle | Ganadora  |